# Istigobius hoesei
Istigobius hoesei är en fiskart som beskrevs av Murdy och Mceachran 1982. Istigobius hoesei ingår i släktet Istigobius och familjen smörbultsfiskar. Inga underarter finns listade i Catalogue of Life.